# Едді Ірвайн
Едмунд Ірвайн-молодший (англ. Edmund Irvine Jr.; нар. 10 листопада 1965, Ньютаунардс, Північна Ірландія) — колишній автогонщик з Північної Ірландії. Брав участь у Формулі-1 між 1993 і 2002 роками та посів друге місце в сезоні 1999 року з командою Scuderia Ferrari.
Почав свою кар'єру у сімнадцять років, коли взяв участь у чемпіонаті Формули-Форд, досягнувши раннього успіху, перш ніж перейти до чемпіонатів Формули-3 та Формули-3000. Дебютував у Формулі-1 у 1993 році з командою Jordan Grand Prix, де став відомим завдяки своїй участі в інцидентах на трасі та поза нею. Він здобув свій перший подіум у 1995 році з Jordan, а потім перейшов у Ferrari у 1996 році. 1999 року провів свій найуспішніший сезон, в якому здобув чотири перемоги та посів друге місце в чемпіонаті, відставши на два очки від гонщика McLaren Міки Гаккінена. Протягом чотирьох років у Ferrari він також фінішував четвертим в особистому заліку в 1998 році та здобув 22 подіуми. Станом на 2023 рік він залишається останнім пілотом з Великої Британії, який виступав за Ferrari. Перейшов до Jaguar Racing у 2000 році, здобувши перший подіум команди у 2001 році та свій останній подіум у 2002 році. Ірвайн завершив кар'єру гонщика наприкінці сезону 2002 року.
Після виходу на пенсію Ірвайн став медійною персоною у Великій Британії. Його пов'язували з поглинанням команд Формули-1 Jordan і Minardi у 2005 році, але переговори закінчилися нічим. Ірвайн також розширив свої інтереси на ринку нерухомості, створивши інвестиційний портфель під час своєї гоночної кар'єри.

## Раннє життя та кар'єра
Ірвайн народився 10 листопада 1965 року в Ньютаунардсі, графство Даун у Північній Ірландії, в родині Едмунда-старшого та Кетлін. Виріс у селі Конліг і отримав освіту в гімназії Regent House у Ньютаунардсі. У нього є старша сестра Соня, яка працювала фізіотерапевтом Ірвайна до 1999 року. Ірвайн вперше познайомився з автоспортом, коли його родина проводила відпустку, відвідуючи Гран-прі Великобританії. Його батько також брав участь у перегонах на одномісних автомобілях для розваги. Його героєм дитинства був земляк Джон Вотсон.
Ірвайн почав змагатися на гоночних автомобілях в 1983 році. Спочатку він цікавився гонками на мотоциклах, але його батьки вважали цей вид спорту надто небезпечним, і батько заохотив його взяти участь у гонках Формула-Форд. Ірвайн працював без плати на сміттєзвалищі свого батька, в обмін на що батько фінансував його захоплення гонками. Він виграв свою першу гонку на трасі Брендс-Гетч у 1984 році та здобув нагороду як найкращий пілот. У 1987 році приєднався до команди Van Diemen і виграв серію Esso Formula Ford, серію RAC Formula Ford і фестиваль Formula Ford.
Взимку 1987 року Marlboro організувала тест, під час якого найшвидшому гонщику запропонували взяти участь у наступному сезоні британської Формули-3. Ірвайн став найшвидшим на тесті і приєднався до West Surrey Racing у 1988 році. Це був сезон без будь-яких успіхів, і Ірвайн закінчив його на п'ятому місці. Він вперше брав участь у Гран-прі Макао і почав гонку з поул-позиції, але не зміг фінішувати. У 1989 році брав участь у міжнародному чемпіонаті Формули-3000 з Pacific Racing. Ірвайн закінчив сезон на дев'ятому місці, випередивши напарника по команді Юркі Ярвілехто на тринадцятому місці, якого тоді вважали перспективним молодим гонщиком.
У 1990 році приєднався до команди Jordan в Формулі-3000. Він переміг у Німеччині та закінчив сезон на третьому місці, обійшовши своїх товаришів по команді Гайнца-Гаральда Френтцена та Емануеле Наспетті. Фінішував на подіумі як на Гран-прі Макао, так і в Кубку Fuji F3. Наприкінці сезону Ірвайн переїхав до Японії, щоб брати участь у японській Формулі-3000. 1991 року виступав за Cerumo Racing, виграв одну гонку і набрав 14 очок, фінішувавши сьомим у чемпіонаті.
Перша гонка Ірвайна в 24 годинах Ле-Мана відбулася в 1992 році за кермом автомобіля групи C SARD Toyota разом з Роландом Ратценбергером і Еє Ельгом. Команда фінішувала дев’ятою в загальному заліку та стала другою в класі групи С.

## Формула-1

### Jordan (1993–1995)

#### 1993
Ірвайн дебютував у Формулі-1 в передостанній гонці сезону, Гран-прі Японії, в партнерстві з Рубенсом Баррікелло в команді Jordan. Він зумів швидко справити враження не лише через те, що набрав очко, посівши шосте місце, але й через те, що зміг повернутись в одне коло з лідерами, обігнавши Айртона Сенну. Після гонки Сенна, розлючений на те, що він вважав «непрофесійним» водінням, підійшов до Ірвайна в блоці гостинності команди Jordan і після сварки вдарив Ірвайна, за що отримав умовну дискваліфікацію на дві гонки. Ірвайн зійшов з фінального заїзду в Австралії через пошкодження внаслідок аварії. Після двох гонок Ірвайн посів 22-е місце в загальному заліку із єдиним очком.
Ірвайн вдруге взяв участь у 24 годинах Ле-Мана, кермуючи автомобілем Toyota Group C разом із Тошіо Судзукі та Масанорі Секія. У загальному заліку команда посіла четверте місце.

#### 1994

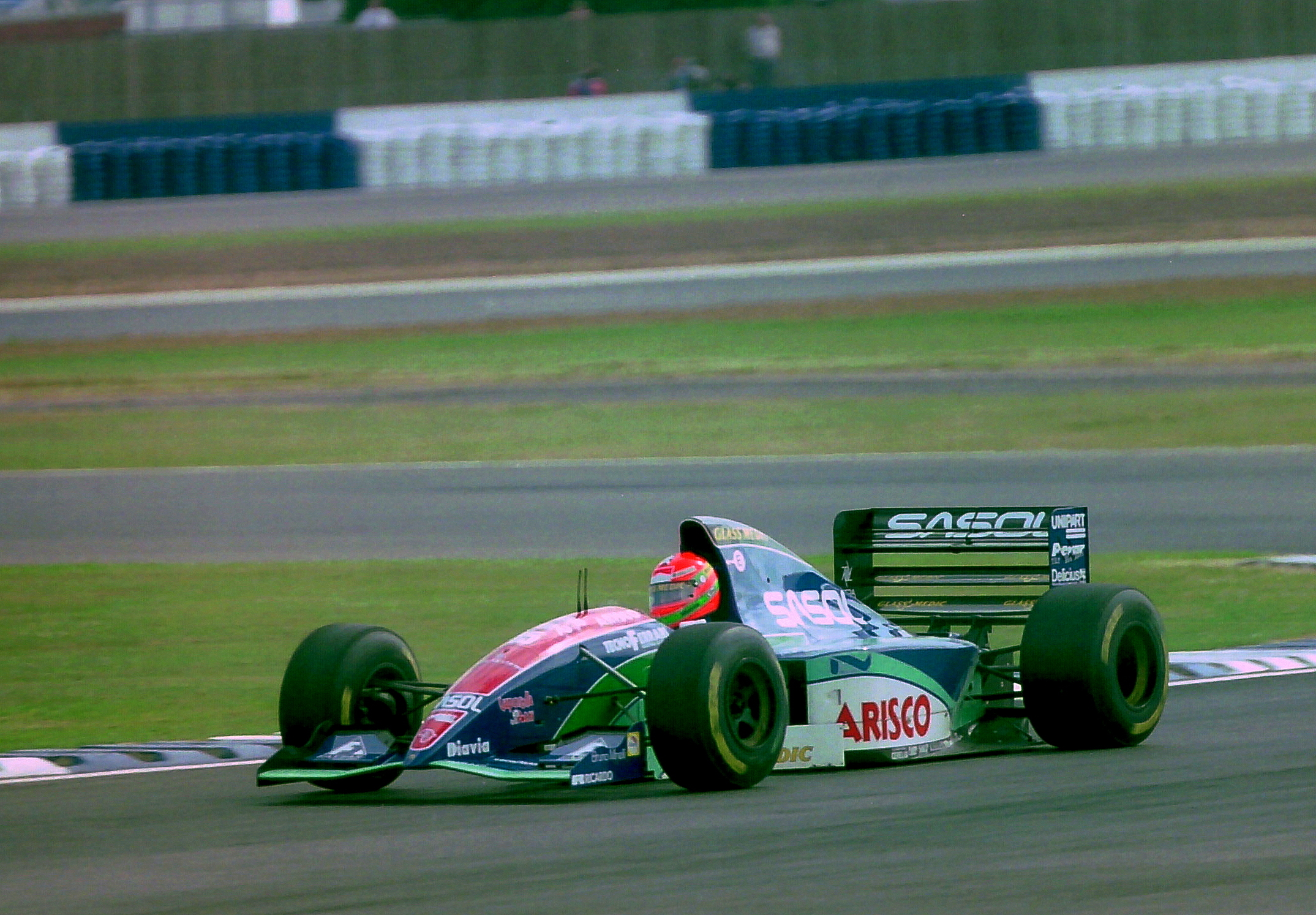
Ірвайн за кермом боліда Jordan під час Гран-прі Великої Британії 1994 року.

Ірвайн залишився в Jordan на 1994 рік і знову став партнером Баррікелло. На першому етапі в Бразилії Ірвайн потрапив у аварію з чотирма автомобілями. Пізніше стюарди перегонів дискваліфікували його на одну гонку та оштрафували на 10 000 доларів. Ірвайн подав апеляцію до FIA на це рішення, але його апеляція була відхилена 6 квітня, а покарання збільшено до дискваліфікації на три гонки. Його місце зайняли Аґурі Судзукі на наступному Гран-прі Тихого океану та Андреа де Чезаріс на гонках у Сан-Марино та Монако.
Ірвайн повернувся на Гран-прі Іспанії, де він набрав свої перші очки в сезоні, посівши шосте місце. Після цього було п’ять сходів з дистанцій поспіль, і він не зміг фінішувати на Гран-прі Бельгії через несправність генератора, хоча він був класифікований 13-м через те, що пройшов понад 90% дистанції гонки. Ірвайн зійшов на Гран-прі Італії через відмову двигуна, а пізніше отримав умовну дискваліфікацію на одну гонку на наступні три Гран-прі за інцидент на першому колі з пілотом Team Lotus Джонні Гербертом.
Ірвайн викликав ще більше суперечок під час першого сегменту кваліфікації на Гран-прі Португалії, коли він підрізав пілота Williams Деймона Гілла. Ірвайна попередили, що в через ще один подібний інцидент його суперліцензію буде відкликано. Він фінішував сьомим в гонці і здобув очки в двох наступних гонках — фінішувавши четвертим на Гран-прі Європи та п’ятим на Гран-прі Японії. Ірвайн зійшов в завершальній гонці сезону в Австралії, після того. як не впорався з керуванням і розбився. Він закінчив сезон 16-м в загальному заліку, набравши 6 очок.
Крім Формули-1, Ірвайн взяв участь у своїй третій поспіль гонці 24 години Ле-Мана, замінивши покійного Роланда Ратценбергера, який загинув після аварії під час кваліфікації на Гран-прі Сан-Марино 1994 року, виступаючи за SARD разом з Мауро Мартіні та Джеффом Кросноффом. Команда лідирувала за 90 хвилин до кінця, коли проблема з коробкою передач призвела до втрати швидкості, що коштувало їм перемоги. Вони фінішували другими у загальному заліку та першими у класі LMP1/C90.

#### 1995

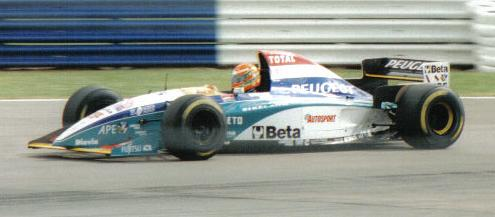
Ірвайн за кермом боліда Jordan під час Гран-прі Великої Британії 1995 року.

Ірвайн продовжив виступи з командою Jordan на 1995 рік і знову став партнером Баррікелло. Сезон для Ірвайна розпочався невдало, він був змушений зійти з дистанції в першій гонці в Бразилії через проблему з приводом коробки передач. У наступній гонці в Аргентині він зіткнувся на першому колі з пілотом McLaren Мікою Гаккіненом і зійшов з дистанції через відмову через шість кіл. Він посів восьме місце на Гран-прі Сан-Марино та набрав очки, посівши п’яте місце в Іспанії. Після сходу на Гран-прі Монако Ірвайн здобув свій перший подіум у своїй кар'єрі у Формулі-1, фінішувавши третім у Канаді. На Гран-прі Бельгії болід Ірвайна загорівся під час піт-стопу, оскільки паливний клапан заклинив у відкритому положенні, і, хоча він не постраждав, він був змушений зійти з гонки.
За тиждень до Гран-прі Європи Jordan оголосили, що Ірвайн продовжить виступати за команду, підписавши дворічний контракт. Однак потім в Ferrari оголосили, що вони викупили контракт Ірвайна і що він стане партнером Міхаеля Шумахера в наступному сезоні. Він добре виступив у гонці, фінішувавши шостим, хоча фінішував поза очками на Гран-прі Тихого океану. Ірвайн набрав свої останні очки в сезоні, посівши п'яте місце в Японії, і завершив сезон, зійшовши в Австралії, через проблеми з пневматичним тиском.  Він закінчив сезон 12-м в загальному заліку, набравши 10 очок.

### Ferrari (1996–1999)

#### 1996

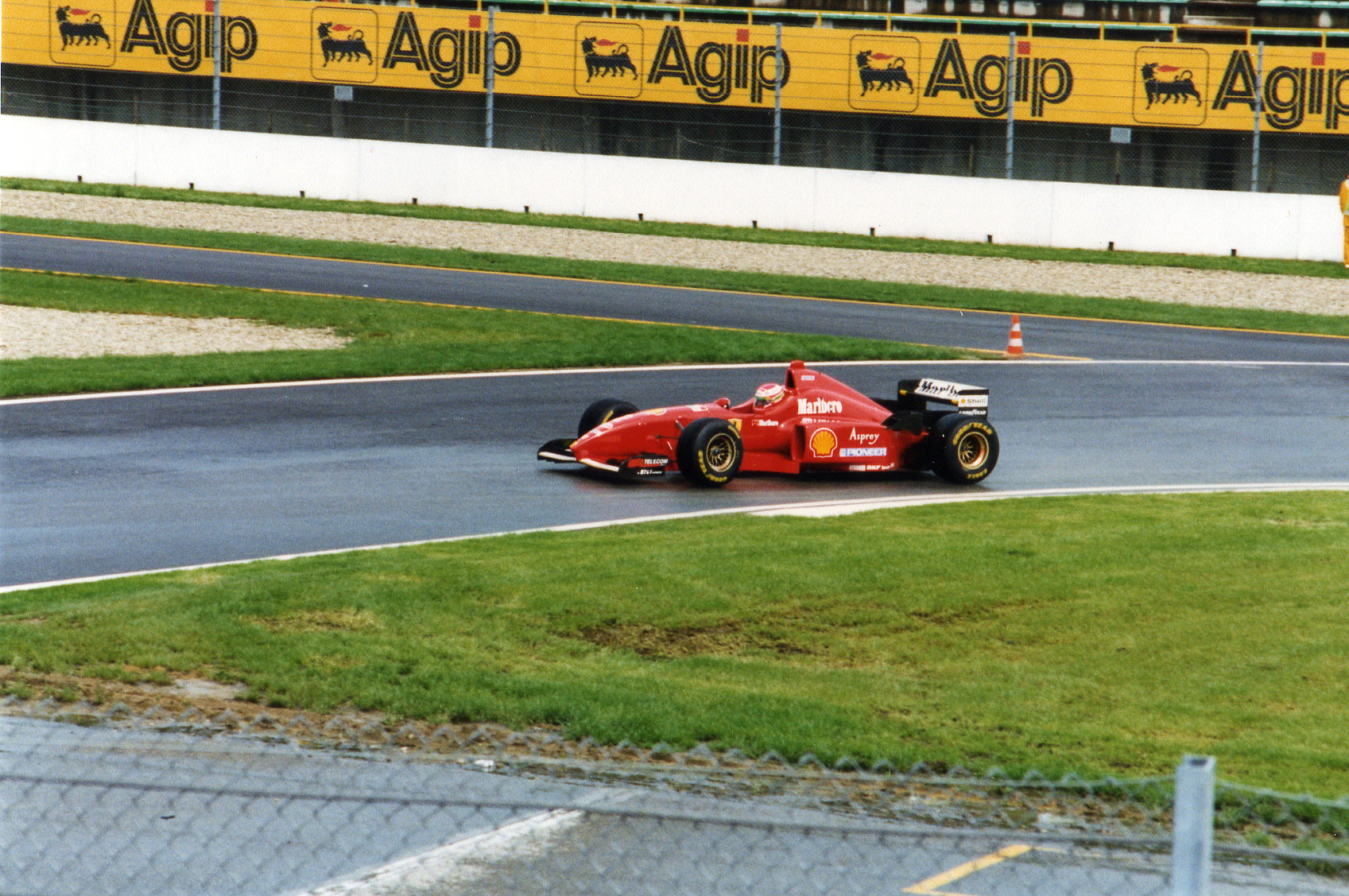
Ірвай за кермом Ferrari на Гран-прі Сан-Марино 1996 року.

На відкритті сезону в Австралії Ірвайн фінішував на третьому місці, звідки він стартував, випередивши у кваліфікації нового товариша по команді та тодішнього дворазового чемпіона світу Міхаеля Шумахера. На наступній гонці в Бразилії він фінішував поза очками на сьомій позиції, а в Аргентині посів п'яте місце. На Гран-прі Європи він потрапив в інцидент з Олів'є Панісом, внаслідок чого обидва гонщики зійшли з дистанції. Четверте місце на Гран-прі Сан-Марино передувало восьми послідовним сходам через ненадійність або аварії. Ірвайн фінішував на Гран-прі Португалії п'ятим, але знову зійшов з останньої гонки сезону на Сузуці. Ірвайн посів десяте місце в чемпіонаті з 11 очками.

#### 1997
Виступ в першій гонці сезону в Австралії Ірвайн завершив на першому ж колі, потрапивши у аварію з пілотом Williams Жаком Вільневим. На наступній гонці в Бразилії він зміг зайняти лише шістнадцяте місце через проблеми з керованістю боліда. Через два тижні він посів друге місце в Аргентині, де Ірвайн кинув виклик Вільневу, який страждав від хвороби шлунка, а його машина мала проблеми з гальмами. Результат поклав край вимогам італійської преси звільнити Ірвайна. Третє місце на наступній гонці в Сан-Марино та повтор результату в Монако через два тижні дали Ірвайну найкращу серію фінішів на той момент. На Гран-прі Іспанії Ірвайн фінішував лише дванадцятим і отримав 10-секундний штраф після того, як він затримав Олів’є Паніса та Жана Алезі, відстаючи на коло.
На Гран-прі Канади Ірвайн потрапив у ще один інцидент на першому колі, цього разу з пілотом McLaren Мікою Гаккіненом. Він повернувся на подіум, посівши третє місце на Гран-прі Франції, перед серією з семи гонок, де він був або поза очками, або вибув із гонки. Влітку було оголошено, що Ірвайн залишиться у Ferrari на 1998 рік. Його серія поганих результатів закінчилася третім місцем на Гран-прі Японії, а сезон він завершив п'ятим місцем на Гран-прі Європи. Ірвайн посів сьоме місце в чемпіонаті з 24 очками.

#### 1998
Ірвайн залишився у Ferrari на 1998 рік і знову став партнером Шумахера. Рівень фізичної підготовки Ірвайна був поставлений під сумнів, коли він почав страждати від болю в спині. Щоб вирішити цю проблему, в його машину встановили нове сидіння. Під час передсезонних тестів Ірвайн дуже мало пройшов дистанції за кермом нового Ferrari F300 і був стурбований шинною війною між Goodyear, постачальником шин Ferrari, і Bridgestone, але, тим не менш, був упевнений у своїх шансах у майбутньому сезоні. У першій гонці сезону в Австралії Ірвайн фінішував четвертим, а в наступній гонці в Бразилії поза очками на восьмому місці. Ірвайн шість разів фінішував на подіумі в наступних семи гонках, включаючи друге місце у Франції, позаду свого товариша по команді Шумахера.
У липні було оголошено, що Ірвайн продовжив свій контракт на два роки. Контракт передбачав, що Ірвайну дозволено обирати власну стратегію та налаштування, хоча він залишатиметься на допоміжній ролі Шумахера. Після двох сходів у наступних трьох гонках Ірвайн посів друге місце в Італії та четверте місце на Гран-прі Люксембургу. Він завершив сезон другим місцем на Гран-прі Японії. Ірвайн завершив сезон четвертим у чемпіонаті, набравши 47 очок.

#### 1999

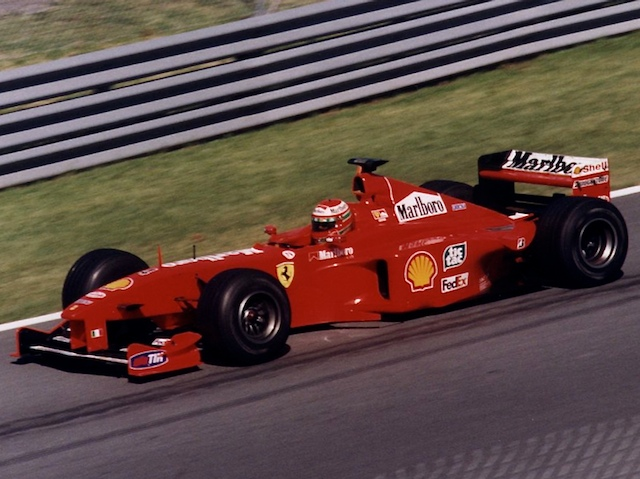
Ірвайн за кермом Ferrari на Гран-прі Канади 1999 року.

У 1999 році Ірвайн був впевнений у старті сезону, кажучи: «Після результатів минулого року, коли я отримав свій найкращий результат у чемпіонаті з 4-м місцем у загальному заліку, тепер, у цьому році, я хочу виступити ще краще». Його сезон розпочався добре: після 81 Гран-прі Ірвайн здобув свою першу перемогу у Формулі-1 на стартовому етапі сезону в Австралії, що вперше забезпечило йому лідерство в чемпіонаті. У наступній гонці в Бразилії незапланований піт-стоп через заблоковані радіатори коштував Ірвайну місця на подіумі і він зрештою фінішував п’ятим. Через три тижні на Гран-прі Сан-Марино Ірвайн пропустив ще один фініш на подіумі після того, як його болід зійшов через відмову двигуна на 47 колі, коли він впевнено їхав на третьому місці. Після цього він втратив лідерство в чемпіонаті свому товаришу по команді Шумахеру. Ірвайн фінішував другим у Монако, поступившись Шумахеру, забезпечивши Ferrari перший фініш на двох найвищих позиціях в сезоні, а також перший подібний результат команди в Монако. На наступному раунді в Канаді Ірвайн здобув найшвидше коло (єдине в кар'єрі) та зміг продовжити гонку після зіткнення з пілотом McLaren Девідом Култгардом на шляху до третього місця.
На першому колі Гран-прі Великої Британії, в якому Ірвайн фінішував на другому місці, Шумахер зламав праву ногу в аварії на швидкісному повороті Стоу, коли в його боліда відмовили задні гальма. Ірвайн взяв на себе роль лідера команди, а його партнером у наступних шести гонках був фінський пілот Міка Сало. Ірвайн виграв наступну гонку в Австрії, а через тиждень у Німеччині отримав перемогу після того, як його пропустив Міка Сало. Це допомогло йому повернути лідерство в чемпіонаті. Далі він піднявся на подіум в Угорщині, де він мав проблеми з надмірною поворотністю. У вересні було оголошено, що Ірвайн перейде до команди Jaguar, яка придбала Stewart Grand Prix у червні, а його партнером стане Джонні Герберт. Ірвайн фінішував без очок на сьомому місці на Гран-прі Європи після катастрофічного 48-секундного піт-стопу, поки його механіки шукали відсутню шину, оскільки вони мали лише три готові для нього, коли він під'їхав.
Шумахер повернувся після травми під час передостанньої гонки сезону в Малайзії та, показавши надзвичайний результат, допоміг Ірвайну виграти його четверту гонку в сезоні та здобути, ще один фініш на найвищих позиціях для Ferrari, випередивши Гаккінена. Пізніше обидва Ferrari були дискваліфіковані, оскільки виявилося, що бічні понтони їхніх машин не відповідають технічним правилам Формули-1. Ferrari подала апеляцію до FIA і вона була проведена через п'ять днів після гонки, 22 жовтня. Наступного дня було оголошено, що апеляційний суд скасував дискваліфікацію, забезпечивши протистояння за чемпіонство на Судзуці. У фінальній гонці сезону в Японії Ірвайн зазнав труднощів у кваліфікації та сильно розбив болід, посівши лише п’яте місце. У гонці він фінішував третім, на понад півтори хвилини позаду Шумахера на другому місці та переможця гонки Гаккінена. Ірвайн програв Гаккінену чемпіонат, відставши лише на 2 очки, але зусилля Ірвайна протягом сезону допомогли Ferrari виграти свій перший Кубок конструкторів за 16 років.
Ірвайн був нагороджений Меморіальним трофеєм Готорна, щорічною нагородою, яку присуджують найуспішнішому гонщику Великої Британії або Співдружності у Формулі-1 протягом одного сезону. Він також був названий британським гонщиком року за версією журналу Autosport в 1999 році.

### Jaguar (2000–2002)

#### 2000

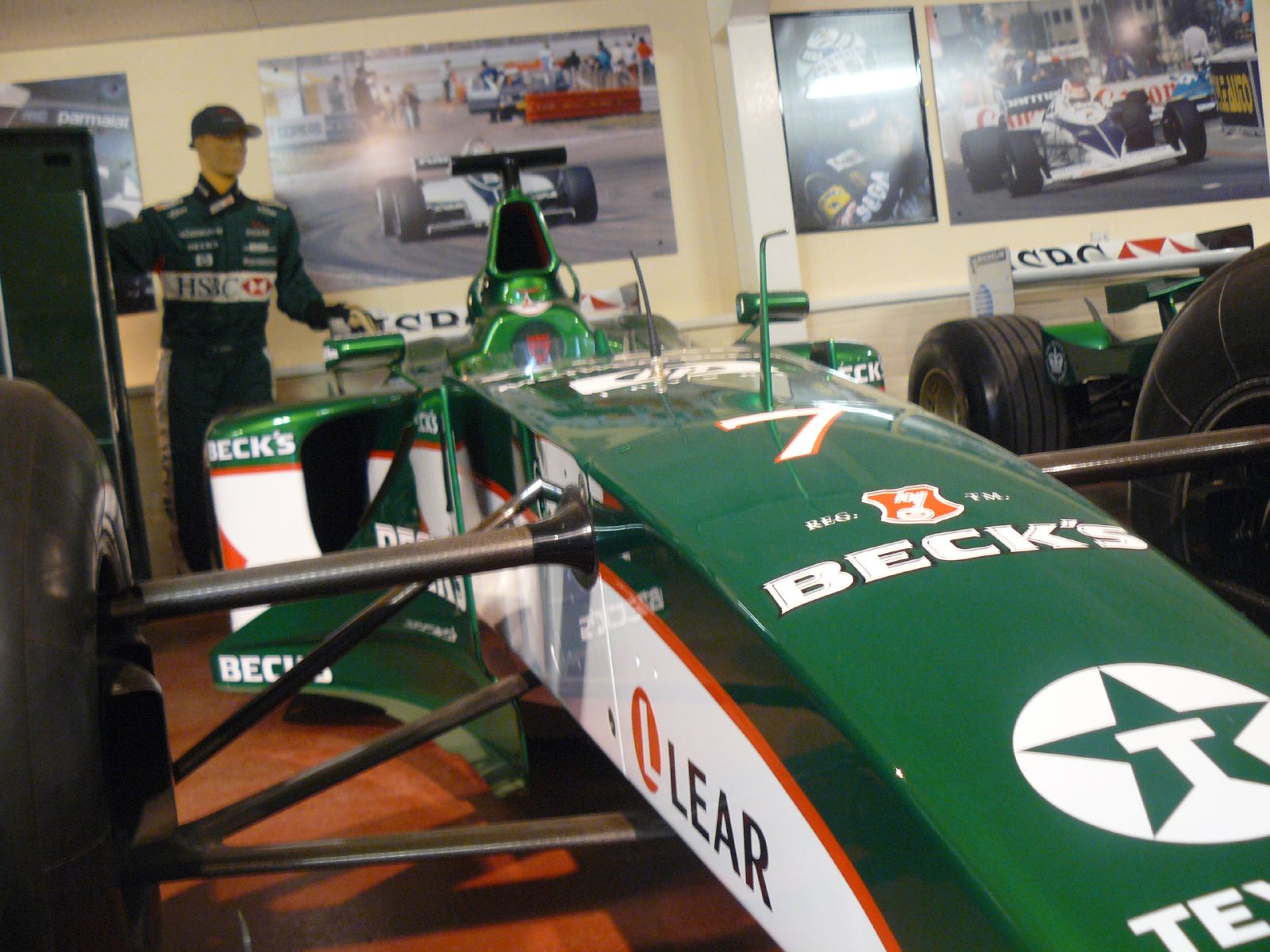
Jaguar R1, який пілотував Ірвайн у 2000 році.

Колишній британський автогонщик Стірлінг Мосс висловив сумніви щодо сподівань Ірвайна бути претендентом на чемпіонство в Jaguar протягом наступного сезону. Колишній британський чемпіон світу Джекі Стюарт сказав: «Він справді зібрався. Він був у тіні пілота номер один у Ferrari. Я думаю, що настав час відкинути цю тінь і продовжити змагатись за себе». Ірвайн пережив жахливий старт — на перших двох гонках, що відбулися в Австралії та Бразилії, Ірвайн зійшов в обох гонках через втрату керування болідом. Однак пізніше йому вдалося фінішувати в наступних трьох гонках, хоча й поза очками. Він зійшов з Гран-прі Європи через зіткнення з пілотом Williams Ральфом Шумахером після того, як його наздогнав пілот Arrows Йос Ферстаппен. На наступній гонці в Монако Ірвайн набрав перші очки для Jaguar, посівши четверте місце.
Він був змушений відмовитися від участі в Гран-прі Австрії через болі в животі, викликані нападом апендициту, хоча він взяв участь у першій вільній практиці. Його замінив тест-пілот команди Лучано Бурті. Ірвайн був визнаний придатним до Гран-прі Німеччини, де він забезпечив собі десяту позицію, попри розворот. Він не зміг набрати більше очок у наступних п'яти гонках, серед яких був схід в Італії, коли він зіткнувся з Сало на першому колі. Він завершив сезон, фінішувавши в трьох останніх гонках, включно з фінішом в очках на завершальному Гран-прі Малайзії, де він фінішував шостим. Ірвайн закінчив сезон на 13 місці в чемпіонаті і набрав чотири очки. Крім Формули-1, Ірвайн взяв участь у Belfast City Open and Direct Millennium Motorsport Festival за кермом спортивного автомобіля Jaguar, щоб відзначити участь марки в Tourist Trophy.

#### 2001

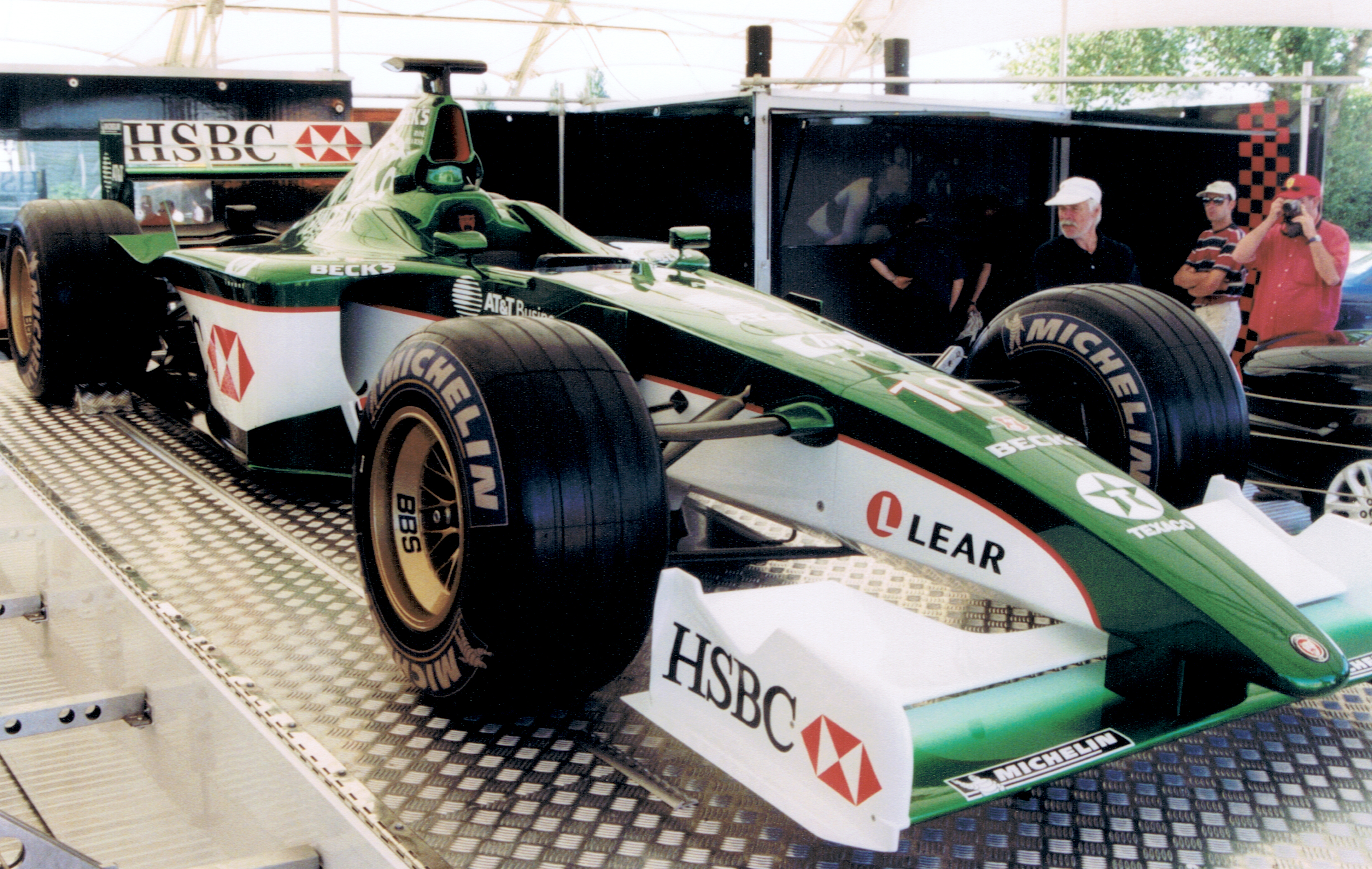
Jaguar R2 Ірвайна на сезон 2001 року

Ірвайн залишився в Jaguar у 2001 році, а його партнером був Лучано Бурті. Попри попередньо озвучені розчарування, голова команди Jaguar Боббі Рахал підтримав Ірвайна в майбутньому сезоні, хоча Ірвайн мав невпевненість у тому, що його команда стане конкурентоспроможною. Рахал був занепокоєний ставленням Ірвайна, коли машина команди, Jaguar R2, показала погані результати під час передсезонних тестів. Ірвайн підтримував думку про звільнення в кінці сезону, якщо його виступи не задовольнять команду. Ірвайн посів 11 місце в першому раунді в Австралії і не зміг фінішувати в наступних чотирьох гонках поспіль. Перед Гран-прі Іспанії Бурті залишив Jaguar, щоб приєднатися до команди Prost, тому новим напарником Ірвайна став Педро де ла Роса. Ірвайн зумів закінчити Гран-прі Австрії на сьомій позиції та згодом здобув перший подіумі Jaguar, посівши третє місце на наступному етапі в Монако. У червні було підтверджено, що Ірвайн і де ла Роса продовжать виступати за Jaguar в 2002 році.
Попри цей успіх, Ірвайн не зміг завершити п'ять із наступних восьми гонок. Він постраждав від розтягнення шиї під час тестів в Сільверстоуні та вирушив на відпочинок під час літньої перерви. Протягом цього періоду Рахал намагався продати Ірвайна команді Jordan з додатковими 10 мільйонами доларів до зарплати Ірвайна. Ірвайн відмовився від контракту, оскільки хотів допомогти Jaguar досягти кращих результатів. Контракт, який спочатку розглядався Рахалом як жарт, призвів до його звільнення, і його замінив австрійський чемпіон світу Нікі Лауда. На Гран-прі Бельгії Ірвайн потрапив у зіткнення з Бурті, який намагався його обігнати. Бурті розбився на швидкості понад 240 км/год і відкинув будь-які звинувачення в аварії в сторону Ірвайна. Ірвайн зумів набрати свої останні очки сезону, посівши п'яте місце в Сполучених Штатах, і завершив сезон, зійшовши з Гран-прі Японії через збій генераторів енергії в паливній установці його боліда. Ірвайн завершив сезон на 12 місці в чемпіонаті, набравши шість очок.

#### 2002

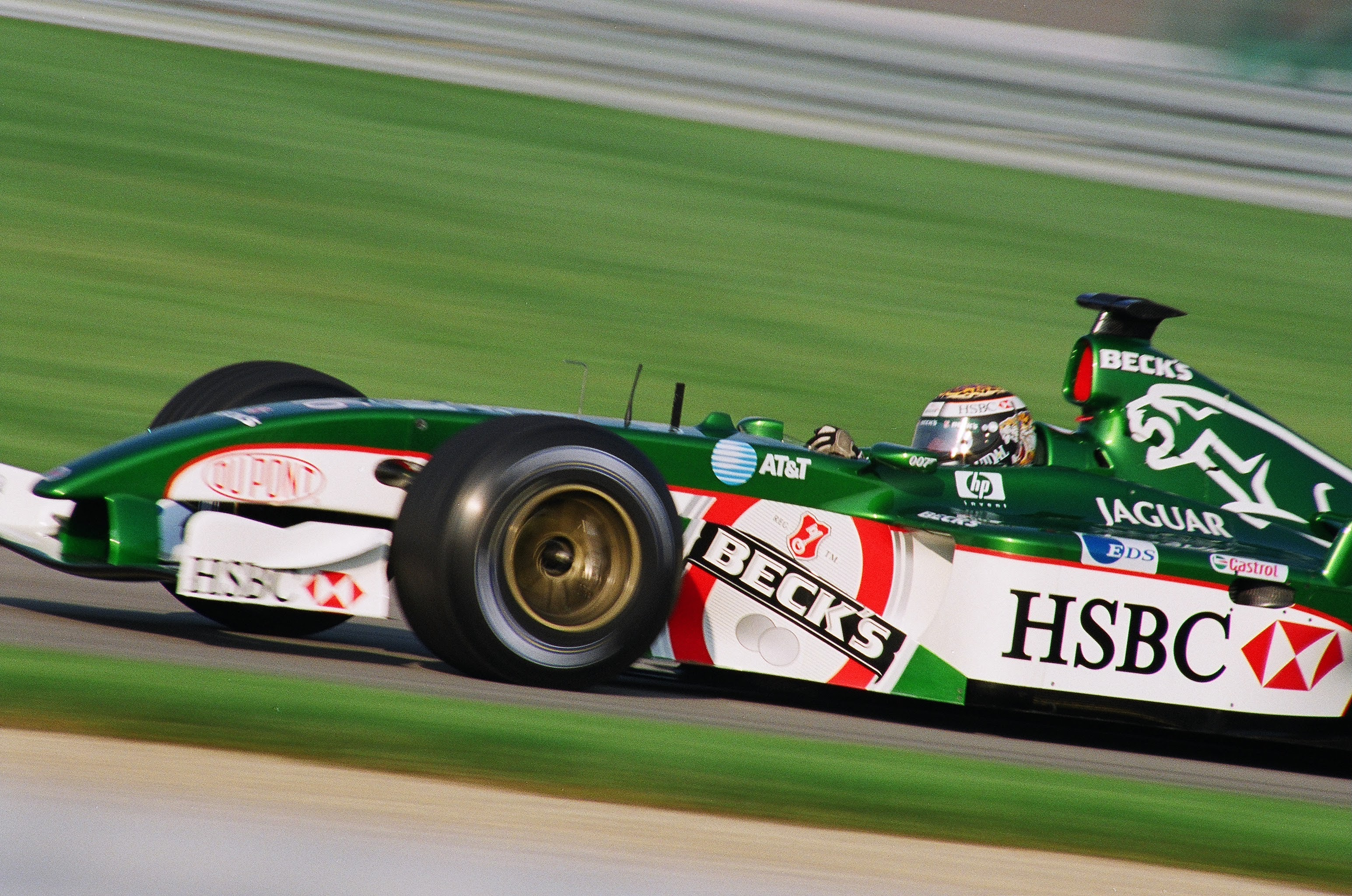
Ірвайн за кермом Jaguar на Гран-прі США 2002 року

Ірвайн залишився в Jaguar у 2002 році, і його партнером знову став де ла Роса. Готуючись до майбутнього сезону, Ірвайн пройшов обстеження фізичної форми і отримав високий бал. Однак він був обережним щодо перспектив своєї команди на наступний рік, сказавши: «Ми просто повинні почекати і подивитися, що станеться з цією машиною, це знак питання». На першому раунді в Австралії Ірвайн фінішував четвертим, а в наступній гонці в Малайзії він був змушений зійти з дистанції через проблему з гідравлікою. Пізніше Ірвайну вдалося завоювати сьоме місце на Гран-прі Бразилії, перш ніж він зійшов у наступних трьох гонках поспіль. Пізніше він фінішував на Гран-прі Монако на дев'ятій позиції, що супроводжувалося подальшими послідовними сходами в семи гонках. Однак це стало переломним моментом, оскільки Ірвайну вдалося фінішувати в усіх інших гонках. За цей період він двічі потрапив в залікову зону — він посів шосте місце в Бельгії та взяв свій останній подіум у кар’єрі, фінішувавши третім в Італії. Він завершив сезон дев'ятим у чемпіонаті, набравши вісім очок.
Протягом сезону між Ірвайном і його командою виникли суперечки через його негативні заяви про недостатню роботу над покращеннями його боліда. Намагаючись утримати Ірвайна, Jaguar запропонував йому скоротити зарплату на 6 мільйонів доларів, однак угоди не було досягнуто. Він розглядав можливість повернутися до своєї колишньої команди Jordan у сезоні 2003 року, але угоди не було досягнуто через фінансові проблеми команди. Ірвайн також спростував чутки про те, що він збирається брати участь в CART World Series або в IndyCar Series.

## Діяльність після Формули-1

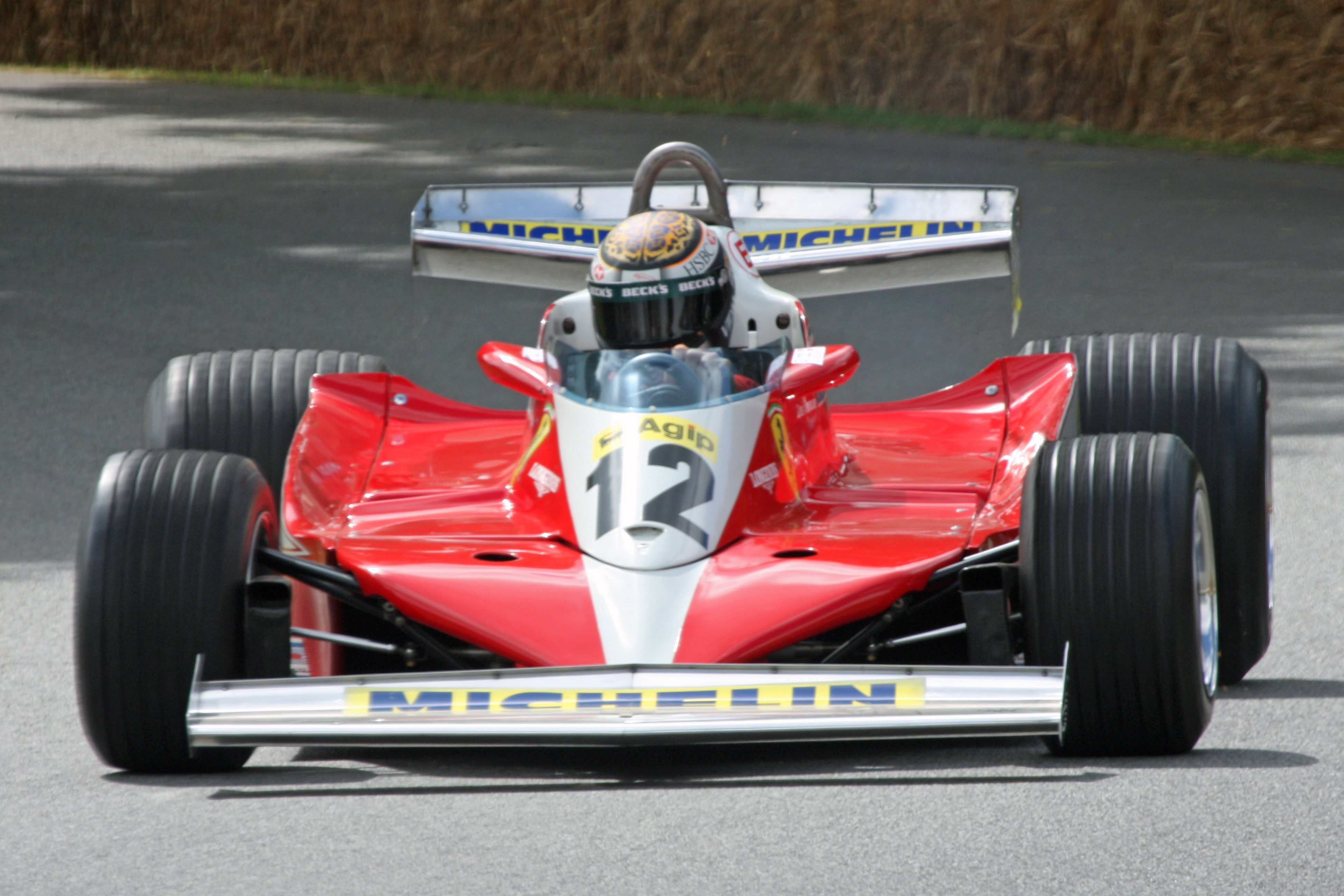
Ірвайн за кермом Ferrari 312T3 на Фестивалі швидкості в Гудвуді 2009 року.

У 2002 році Ірвайн успішно подав до суду на TalkSport Radio за те, що його зображення було видано в друкованій рекламі, нібито він особисто рекламував радіостанцію. Через вісім років він вів півгодинну програму на цій радіостанції — LG Grand Prix Show разом із постійним ведучим недільного вечора Енді Ґолдштейном.
24 липня 2003 року Ірвайн був заарештований після того, як його спіймали за кермом скутера зі швидкістю понад 30 миль на годину через Гайд-парк без ліцензії чи страховки. Йому мали винести вирок у Магістратському суді на Боу-стріт, але він не прийшов на засідання. Було видано ордер на арешт із внесенням застави.
Ірвайн зіграв самого себе в комедії 2004 року «Принц і я», де зіграла Джулія Стайлз. Він був виконавчим продюсером фільму про Педді Мейна. Наприкінці 2006 року він запустив нову телевізійну програму на каналі Sky One під назвою «The Race», у якій дві команди відомих гонщиків змагалися одна з одною. Девід Култгард був капітаном і тренером команди дівчат, а Ірвайн — хлопців.
У травні 2005 року ходили чутки, що Ірвайн очолює консорціум для купівлі команди Jordan Grand Prix, і він заявив про свою зацікавленість в управлінні командою. Пізніше він був пов'язаний з можливим продажем команди Minardi і вів переговори з директором команди Полом Стоддартом.
Ірвайн став мільйонером завдяки інвестиціям у нерухомість, ще до появи в Формулі-1. Він має багатомільйонний портфель нерухомості, володіючи близько сорока об'єктами нерухомісті в усьому світі. Згідно зі списком найбагатших людей Sunday Times, опублікованим у квітні 2006 року, Ірвайн був п'ятою найбагатшою людиною Північної Ірландії на той час, збільшивши свій особистий статок приблизно до 160 мільйонів фунтів стерлінгів. Він також є власником компанії Eddie Irvine Sports, яка займається снукером, більярдом, картингом, пейнтболом і футбольним центром у Бангорі, неподалік від його рідного Конліга.
Ірвайн мав стати однією зі знаменитостей, які взяли участь у ITV Soccer Aid 2006 року, але був змушений відмовитися від участі через травму ноги.  Це телевізійне шоу, що показувало футбольний матч Англії проти решти світу, команди якого складалися зі знаменитостей і колишніх професіоналів. Шоу проводилось для підтримки UNICEF.
9 січня 2014 року Ірвайна засудили до шести місяців ув'язнення в Італії після того, як його визнали винним у «взаємних травмах» після бійки в нічному клубі в Мілані, Італія, з Габріеле Моратті, сином колишнього мера Мілана Летиції Моратті. Адвокат Моратті Вінченцо Сапонара повідомив ЗМІ, що вирок, найімовірніше, буде скасовано і жоден з учасників інциденту не сяде до в'язниці.

## Результати виступів

### Гоночна кар'єра
| Сезон    | Серія                      | Команда                   | Перегони | Поули | Перемоги | Очки | Місце |
| -------- | -------------------------- | ------------------------- | -------- | ----- | -------- | ---- | ----- |
| 1983     | Formula Ford Races         | ?                         | 20       | ?     | ?        | ?    | ?     |
| 1984     | Misc Formula Ford Races    | ?                         | 22       | 2     | 2        | ?    | ?     |
| 1985     | Esso Formula Ford 1600     | ?                         | 20       | 3     | 0        | 44   | 10    |
| 1986     | Misc Formula Ford Races    | ?                         | 17       | 0     | 0        | ?    | ?     |
| 1987     | Esso Formula Ford 1600     | Van Diemen                | 14       | 5     | 6        | 165  | 1     |
| 1987     | RAC Formula Ford 1600      | Van Diemen                | 12       | 10    | 8        | 160  | 1     |
| 1987     | Formula Ford Festival      | Van Diemen                | 1        | 1     | 1        | Н/Д  | 1     |
| 1987     | BBC Formula Ford 2000      | Van Diemen                | 4        | 2     | 2        | 24   | 2     |
| 1988     | British F3 championship    | WSR                       | 18       | 1     | 0        | 53   | 5     |
| 1988     | Cellnet Formula Three Race | WSR                       | 1        | 0     | 0        | Н/Д  | -     |
| 1988     | Гран-прі Макао             | WSR                       | 1        | 1     | 0        | Н/Д  | -     |
| 1989     | Міжнародна Формула-3000    | Pacific                   | 10       | 0     | 0        | 11   | 9     |
| 1989     | Гран-прі Макао             | WSR                       | 1        | 0     | 0        | Н/Д  | -     |
| 1990     | Міжнародна Формула-3000    | Jordan                    | 11       | 0     | 1        | 27   | 3     |
| 1990     | Гран-прі Макао             | WSR                       | 1        | 0     | 0        | Н/Д  | 3     |
| 1990     | F3 Fuji Cup                | WSR                       | 1        | 0     | 0        | Н/Д  | 3     |
| 1991     | Японська Формула-3000      | Cerumo                    | 11       | 0     | 1        | 14   | 7     |
| 1992     | Японська Формула-3000      | Cerumo                    | 11       | 2     | 1        | 17   | 8     |
| 1992     | 24 години Ле-Мана          | TOM'S/SARD                | 1        | 0     | 0        | Н/Д  | 9     |
| 1993     | Японська Формула-3000      | Cerumo                    | 10       | 4     | 1        | 32   | 2     |
| 1993     | 24 години Ле-Мана          | SARD Toyota               | 1        | 0     | 0        | Н/Д  | 4     |
| 1993     | Формула-1                  | Sasol Jordan              | 2        | 0     | 0        | 1    | 20    |
| 1994     | Формула-1                  | Sasol Jordan              | 13       | 0     | 0        | 6    | 16    |
| 1994     | 24 години Ле-Мана          | SARD Toyota               | 1        | 0     | 0        | Н/Д  | 2     |
| 1995     | Формула-1                  | Total Jordan Peugeot      | 17       | 0     | 0        | 10   | 12    |
| 1996     | Формула-1                  | Scuderia Ferrari          | 16       | 0     | 0        | 11   | 10    |
| 1997     | Формула-1                  | Scuderia Ferrari Marlboro | 17       | 0     | 0        | 24   | 7     |
| 1998     | Формула-1                  | Scuderia Ferrari Marlboro | 16       | 0     | 0        | 47   | 4     |
| 1999     | Формула-1                  | Scuderia Ferrari Marlboro | 16       | 0     | 4        | 74   | 2     |
| 2000     | Формула-1                  | Jaguar Racing             | 17       | 0     | 0        | 4    | 13    |
| 2001     | Формула-1                  | Jaguar Racing             | 17       | 0     | 0        | 6    | 12    |
| 2002     | Формула-1                  | Jaguar Racing             | 17       | 0     | 0        | 8    | 9     |
| Джерело: |                            |                           |          |       |          |      |       |

### Формула-1
| Рік      | Команда                   | Шасі          | Двигун              | 1        | 2        | 3        | 4        | 5        | 6        | 7        | 8        | 9        | 10       | 11       | 12       | 13       | 14       | 15       | 16       | 17       | Місце | Очки |
| -------- | ------------------------- | ------------- | ------------------- | -------- | -------- | -------- | -------- | -------- | -------- | -------- | -------- | -------- | -------- | -------- | -------- | -------- | -------- | -------- | -------- | -------- | ----- | ---- |
| 1993     | Sasol Jordan              | Jordan 193    | Hart 1035 3.0 V10   | ПАР      | БРА      | ЄВР      | СМР      | ІСП      | МОН      | КАН      | ФРА      | ВЕЛ      | НІМ      | УГО      | БЕЛ      | ІТА      | ПОР      | ЯПО 6    | АВС Схід |          | 22    | 1    |
| 1994     | Sasol Jordan              | Jordan 194    | Hart 1035 3.5 V10   | БРА Схід | ТИХ      | СМР      | МОН      | ІСП 6    | КАН Схід | ФРА Схід | ВЕЛ НС   | НІМ Схід | УГО Схід | БЕЛ 13†  | ІТА Схід | ПОР 7    | ЄВР 4    | ЯПО 5    | АВС Схід |          | 16    | 6    |
| 1995     | Total Jordan Peugeot      | Jordan 195    | Peugeot A10 3.0 V10 | БРА Схід | АРГ Схід | СМР 8    | ІСП 5    | МОН Схід | КАН 3    | ФРА 9    | ВЕЛ Схід | НІМ 9†   | УГО 13†  | БЕЛ Схід | ІТА Схід | ПОР 10   | ЄВР 6    | ТИХ 11   | ЯПО 4    | АВС Схід | 12    | 10   |
| 1996     | Scuderia Ferrari          | Ferrari F310  | Ferrari 046 V10     | АВС 3    | БРА 7    | АРГ 5    | ЄВР Схід | СМР 4    | МОН 7†   | ІСП Схід | КАН Схід | ФРА Схід | ВЕЛ Схід | НІМ Схід | УГО Схід | БЕЛ Схід | ІТА Схід | ПОР 5    | ЯПО Схід |          | 10    | 11   |
| 1997     | Scuderia Ferrari Marlboro | Ferrari F310B | Ferrari 046/2 V10   | АВС Схід | БРА 16   | АРГ 2    | СМР 3    | МОН 3    | ІСП 12   | КАН Схід | ФРА 3    | ВЕЛ Схід | НІМ Схід | УГО 9†   | БЕЛ 10†  | ІТА 8    | АВТ Схід | ЛЮК Схід | ЯПО 3    | ЄВР 5    | 7     | 24   |
| 1998     | Scuderia Ferrari Marlboro | Ferrari F300  | Ferrari 047 V10     | АВС 4    | БРА 8    | АРГ 3    | СМР 3    | ІСП Схід | МОН 3    | КАН 3    | ФРА 2    | ВЕЛ 3    | АВТ 4    | НІМ 8    | УГО Схід | БЕЛ Схід | ІТА 2    | ЛЮК 4    | ЯПО 2    |          | 4     | 47   |
| 1999     | Scuderia Ferrari Marlboro | Ferrari F399  | Ferrari 048 V10     | АВС 1    | БРА 5    | СМР Схід | МОН 2    | ІСП 4    | КАН 3    | ФРА 6    | ВЕЛ 2    | АВТ 1    | НІМ 1    | УГО 3    | БЕЛ 4    | ІТА 6    | ЄВР 7    | МАЛ 1    | ЯПО 3    |          | 2     | 74   |
| 2000     | Jaguar Racing             | Jaguar R1     | Cosworth CR2 V10    | АВС Схід | БРА Схід | СМР 7    | ВЕЛ 13   | ІСП 11   | ЄВР Схід | МОН 4    | КАН 13   | ФРА 13   | АВТ WD   | НІМ 10   | УГО 8    | БЕЛ 10   | ІТА Схід | США 7    | ЯПО 8    | МАЛ 6    | 13    | 4    |
| 2001     | Jaguar Racing             | Jaguar R2     | Cosworth CR3 V10    | АВС 11   | МАЛ Схід | БРА Схід | СМР Схід | ІСП Схід | АВТ 7    | МОН 3    | КАН Схід | ЄВР 7    | ФРА Схід | ВЕЛ 9    | НІМ Схід | УГО Схід | БЕЛ НС   | ІТА Схід | США 5    | ЯПО Схід | 12    | 6    |
| 2002     | Jaguar Racing             | Jaguar R3     | Cosworth CR3 V10    | АВС 4    | МАЛ Схід | БРА 7    | СМР Схід | ІСП Схід | АВТ Схід | МОН 9    | КАН Схід | ЄВР Схід |          |          |          |          |          |          |          |          | 9     | 8    |
| 2002     | Jaguar Racing             | Jaguar R3B    | Cosworth CR3 V10    |          |          |          |          |          |          |          |          |          | ВЕЛ Схід | ФРА Схід | НІМ Схід | УГО Схід | БЕЛ 6    | ІТА 3    | США 10   | ЯПО 9    | 9     | 8    |
| Джерело: |                           |               |                     |          |          |          |          |          |          |          |          |          |          |          |          |          |          |          |          |          |       |      |

† Не фінішував на гран-прі, але був класифікований, оскільки подолав понад 90% дистанції.